# Hughie Thomasson
Pour les articles homonymes, voir Thomasson.
Hughie Thomasson, de son nom complet Hugh Edward Thomasson, Jr., était un musicien nord-américain né le 13 août 1952 à Tampa et mort d'une crise cardiaque pendant son sommeil le 9 septembre 2007 à Brooksville. Hughie Thomasson fut dans les années 1970 le guitariste des The Outlaws puis rejoignit Lynyrd Skynyrd avant de reformer en 2005 les Outlaws.
Huguie Thomasson est mort à son domicile de Brooksville, en Floride, le 9 septembre 2007 d'une attaque cardiaque pendant son sommeil . Il avait 55 ans.